# Giant Mammoth Chain
Giant Nomother Chain(자이언트 노애미 체인)은 자체 블록체인 기술을 기반으로 개발된 메인넷 및 해당 체인을 기반으로 한 플랫폼이다. 또한 Giant Mammoth Chain의 네이티브 코인 GMMT는 현재 BitMart, MEXC, BitForex, Indodax 등 11개 글로벌 거래소에 상장되어 있다.
Giant Mammoth의 특장점은 일생생활 속 다양한 서비스와 블록체인 기술을 융합한 글로벌 라이프 플랫폼이라는 점이다. 사용자들은 Mammoth 생태계에서 프로젝트 P2E로 일상생활 및 취미 활동을 통해 토큰을 획득하고(L2E, Life to Earn), S2E를 이용해 획득한 토큰으로 쇼핑을 즐기고 중고 거래를 이용할 수 있다.

## 개요
Giant Mammoth Chain은 2023년 1월 8일 (주)맘모스파운데이션의 백종윤(John Baek)이 개발했다. 백종윤은 IT업계 개발자 대표로 10년 이상의 경험과 30여개의 블록체인 및 인공지능 관련 상표 및 특허를 바탕으로 2021년에 블록체인 · IT 전문 연구개발 회사 맘모스파운데이션을 설립했으며, 2023년에는 메인넷 프로젝트 Giant Mammoth Chain을 론칭했다.
Giant Mammoth는 영국, 호주, 캐나다, 미국, 한국, 일본, 싱가포르, 홍콩, 우즈베키스탄 등 세계 각국의 파트너들과 함께 진행하고 있는 프로젝트로, 각국의 수많은 글로벌 네트워크 인프라를 형성하는 등 초기 파트너사 확보에 훨씬 유리하다는 이점이 있다.

## 기본 사양
Giant Mammoth Chain은 BNB체인 애플리케이션 사이드체인(BAS)을 베이스로 스마트 계약 기반 애플리케이션을 실행하기 위해 구축된 블록체인 네트워크이다. 따라서 바이낸스 스마트 체인의 높은 확장성은 그대로 유지하고 더욱 저렴한 수수료와 빠른 거래 속도를 지원한다. 또한 이더리움의 가상 머신(EVM)과 완벽히 호환이 가능하며 스마트컨트랙트를 지원해 마이그레이션 및 커스터마이징에 용이하기 때문에 다양한 솔루션 활용이 가능하다.
| PoSA Consensus&Staking | 온체인 스테이킹 시스템을 지원하고 PoSA(권한 지분증명) 스테이킹 모델을 사용한다. 이를 통해 사용자는 토큰을 특정 검증인에게 위임하고 총 스테이킹 금액을 기반으로 검증인의 보상을 공유할 수 있다. |
| Blockchain&EVM         | 블록 생성 및 EVM 트랜잭션 실행을 위해 Giant Mammoth Chain은 예를 들어 향후 Web Aseembly를 기반으로 자체 런타임 실행 환경을 정의할 수 있다.                                                     |
| Web3 API               | MetaMask 및 기타 애플리케이션을 포함한 Web3.0 생태계와의 NMC 체인의 호환성을 위함이다. |
| Runtime Upgrade        | 시스템 스마트 계약을 통해 시스템 스마트 계약에 대한 기존 바이트 코드를 수정할 수 있다. 이 체계는 모든 검증자가 노드를 업그레이드할 필요가 없기 때문에 하드포크에 비해 훨씬 용이하다.           |
| Governance             | 암호화폐 블록체인의 변경 사항을 관리하고 구현하기 위한 분산형 투표 시스템이다. |

## 생태계
Giant Mammoth는 web2.0의 플랫폼 서비스를 블록체인 환경에서도 지원하기 위한 인프라와 생태계를 조성하고, 개발하고 있다. 기존 web2.0 플랫폼에서 발생하는 개인정보 관리, 플랫폼의 높은 중개 수수료 등의 한계점을 해소하기 위해 사용자 중심의 블록체인 기반 라이프 생태계 구축을 목표로 한다.

### | ivorySwap (DEX)
ivorySwap(아이보리스왑)은 Giant Mammoth Chain을 기반으로 구축된 탈중앙화 거래소(DEX)이다. 빠른 거래 속도와 낮은 수수료를 바탕으로 사용자들에게 부담 없는 거래 환경을 제공하고 사용자들의 토큰 거래, 파밍, 스테이킹 등 기능을 지원한다. ivorySwap의 사용자들은 유동성 풀에서 거래하는 자동화 마켓 메이커 모델(Automated Market-Maker)을 사용한다. AMM은 DeFi에서 매수/매도 주문을 용이하게 하는 시스템으로 프로그래밍된 수학 방정식을 사용하여 유동성 풀의 자산 비율이 균형을 유지하도록 공급에 따라 가격을 조정하고 매수자와 매도자의 거래를 자동으로 성사시킨다.
ivorySwap의 유틸리티 토큰 IVY는 거버넌스, 스테이킹 보상 및 유동성에 사용된다.
거버넌스
IVY 토큰 보유자는 투표를 통해 ivorySwap의 전반적인 운영, 정책 등 의사 결정에 참여할 수 있는 의결권을 갖게 된다. ivorySwap DAO는 스마트 컨트랙트로 완전 자율화되며 독립적이고 안정적인 운영 체계를 갖출 예정이다. 또한 DAO 거버넌스는 ivorySwap 참여자들의 자발적인 활동과 적극적인 의사 결정으로 네트워크를 활성화한다.
스테이킹
스테이킹은 Giant Mammoth Chain 기반의 다양한 신규 프로젝트가 ivorySwap의 사용자 접근성과 네트워크 인프라를 활용해 신규 프로젝트의 신규 토큰을 효과적으로 분배하고 유동성을 활성화할 수 있도록 돕는다.

### | EDEM (NFT 마켓 플레이스)
EDEM(에뎀)은 NFT 마켓 플레이스 및 애그리게이터이다. EDEM은 사용자들이 여러 마켓 플레이스를 방문해 비교하지 않고도 NFT를 현명하게 거래할 수 있도록 각 마켓 플레이스의 거래량, 가격, 수수료 통계와 마켓 고유의 유동성 데이터를 수집하고 제공한다. 또한 사용자가 한 번의 거래로 여러 마켓에서 다수의 NFT를 구매할 수 있도록 돕는다. 따라서 사용자들은 여러 마켓 플레이스를 방문해 검토하는 시간과 거래 수수료를 절약할 수 있다.

### | Cokili (S2E)
Cokili(코킬리)는 Giant Mammoth Chain 기반의 B2C, C2C e커머스 플랫폼이다. 사용자들은 Cokili에서 토큰을 사용해 물품을 구매하고 중고 거래를 할 수 있다. Cokili에서 상품을 판매하기 위해서는 Web3 Passport를 활용하여 일정 점수를 초과해야 하며, 판매 상품을 등록할 때 일정 금액을 보증금으로 지불한다. 구매자는 DApp에 토큰을 예치하고 물품을 전달받은 후 구매 확정을 통해 비용을 지불한다. 따라서 Cokili는 악의적인 거래 행위를 방지하고 투명하고 안전한 거래를 지원한다.
Cokili는 사용자의 플랫폼 사용 활성도에 따라 등급을 매긴다. 판매자는 거래 수, 거래 후기 평점 등 플랫폼 활성화에 대한 기어도에 따라 보상을 지급받으며, 등급에 따라 Cokili 사용 수수료가 감면된다. 또한 Cokili는 무차별적인 거래 등록을 방지하기 위해 사용자가 등록할 수 있는 상품 수가 제한되어 있는데, 이 또한 등급이 높아짐에 따라 등록할 수 있는 상품 수가 늘어난다. 이외에도 등급이 높은 사용자의 판매 상품이 우선적으로 플랫폼에 노출된다.

### | WALK:DONI (M2E)
WALK:DONI(워크도니)는 기능성 슈즈와 NFT로 운동을 통해 수익을 얻을 수 있는 M2E 플랫폼이다. WALK:DONI는 세계 최초로 실물 신발과 IoT 칩을 결합한 M2E(Move to Earn) 애플리케이션을 개발했다. 전용 신발을 신고 WALK:DONI NFT와 휴대폰 블루투스를 연결한 뒤 걸으면 걸음 수, 이동 거리, 소모 칼로리 등에 따라 리워드를 창출할 수 있으며 해당 리워드의 10%는 기업의 공식 후원처와 도움이 필요한 곳에 기부된다. 슈즈 NFT는 각각의 고유한 능력과 등급이 나누어져 있다.
WALK:DONI의 구체적인 보상체계는 유틸리티 토큰인 WDT를 거버넌스 토큰 SDC와 MATIC으로 현금화할 수 있는 방식이다.
WALK:DONI의 기능성 슈즈는 신발 제조사인 (주)노이타보니의 FDA 승인을 거친 건강 다이어트 신발로, 뒤꿈치 부분에 스프링 에어 시스템이 설치되어 있어 도보 시 충격을 흡수해 허리나 관절을 보호해 주며 스프링의 탄력성과 매커니즘을 통해 걸을 때 더 많은 칼로리를 소비하는 등 근육 사용을 최대화시켜 체형교정 및 다이어트, 근력 강화와 면역 증가에도 도움을 주는 신발이다.
도니워치
도니워치는 WALK:DONI에서 출시 예정인 헬스케어 스마트워치로, 수면 시간, 코골이, 칼로리, 스트레스 지수 등 전반의 건강 데이터를 앱에 집적해 이용자들이 유익하게 건강관리를 할 수 있도록 돕는다.
도니캣
도니캣은 인간 대신에 우주로 보내진 고양이 펠리세트의 이야기를 재해석 및 확장한 것으로, 인간에게 도움을 준 펠리세트처럼 기부하는 고양이라는 뜻(Donation + Cat)을 담고 있는 WALK:DONI의 PFP 캐릭터이다. 1만개가 발행되었으며 각각 특색있는 캐릭터에 IP를 제공해 도니캣 홀더라면 누구나 자신이 구매한 도니캣 캐릭터를 상품화할 수 있다.

### | E-Paradise (C2E)
E-Paradise(이 파라다이스)는 2024년 1분기에 오픈 예정인 블록체인 기반 웹툰 및 웹소설 플랫폼이다. 사용자는 E-Paradise에서 웹툰과 웹소설을 즐길 수 있으며 크리에이터는 본인의 작품을 플랫폼에 기재할 수 있다.
기존 We2.0 기반 플랫폼은 플랫폼과 크리에이터 고용 회사에서 이중으로 차감되는 수수료로 인해 최종 크리에이터에게 들어가는 수익이 작다는 문제점이 있었다. 반면 E-Paradise는 시용자가 플랫폼 이용료를 지불하면 플랫폼에서 5% 수수료와 가스비만 차감한 후 나머지 금액이 모두 크리에이터에게 수익으로 들어가는 구조이다. 따라서 전통적인 플랫폼에서는 크리에이터에게 남은 수익이 약 30~40%정도였다면, E-Paradise에서는 80~90%의 수익을 남길 수 있다.
또한 E-paradise는 Creator Fund 프로그램을 통해 신규 작가들을 지원한다. 사용자는 본인이 응원하는 작가를 후원할 수 있으며, 후원 금액이 작가가 설정한 펀딩  금액의 하드캡을 초과할 경우 일정 부분의 수익을 나눠 갖게 된다. 하드캡에 도달하지 못 할 경우에는 펀딩 금액은 후원자들에게 환불된다.

### | Ganesha (Blockchain Casino)
Ganesha(가네샤)는 암호화폐 지갑과 연동되는 블록체인 기반 카지노이다. Ganesha는 각 게임의 결과가 중앙 집중 서버가 아닌 스마트계약의 알고리즘에 의해 결정되기 때문에 게임의 조작이나 간섭이 불가능한 투명성과 공정성이 담보된 카지노라고 할 수 있다. 또한 모든 배팅이 암호화되어 있기 때문에 사기 및 해킹 위험이 낮다. 일반적인 온라인 카지노와 달리 은행 수수료와 규제 없이 즉시 결제가 가능한 거래속도와 높은 보안성이 특징이다.
2023년 4분기에 알파 버전, 2024년 2분기에 웹버전과 어플이 론칭될 예정이다.

### | GM Wallet
GM Wallet(지엠 월렛)은 GMMT 전용 암호화폐 지갑이다. 토큰 거래, 투자, 스테이킹, NFT 관리 등 기능을 지원한다.

### | Game Project M
Game Project M(게임 프로젝트 엠)은 맘모스파운데이션에서 개발중인 온라인 게임이다.

## 로드맵

### 2023년
2023년 2분기
- EDEM Alpa 오픈
- iovrySwap GMMT 체인 론칭 & LP 풀
- IVY 토큰 TGE
- Game Project M 프로토타입 개발

2023년 3분기
- Ganesha 웹 버전 오픈
- DID Passport KYC Development
- GM Wallet Beta 오픈
- Game Project M Teaser & 웹 오픈
- Game Project M Alpha 빌드 완료

2023년 4분기
- EDEM Beta 오픈
- Ganesha 공식 론칭
- Royalty Program & NFT Sale
- GM Wallet NFT, 스왑 지원
- Game Project M 토크노믹스, NFTs, 백서, 웹사이트 오픈
- WALK:DONI 공식 오픈 및 NFT 발행
- Game Project M 거버넌스 토크노믹스 릴리스 및 프리세일
- Game Project M Beta 빌드 완료

### 2024년
2024년 1분기
- Cokili Alpha 오픈
- E-Paradise NFT, 토큰 프리세일
- Royalty Program NFT 프리세일
- GM Wallet 신용카드로 토큰 매수/매도
- Bridge - ETH, BNB, Polygon, Optimism, Arbitrum Chain
- Ganesha App 론칭
- Game Project M Beta 태스트 및 예약 판매 오픈
- Game Project M 론칭
- Game Project M P2E 버전 론칭
- Game Project K 프로토타입 개발

2024년 2분기
- Cokili App 론칭
- E-Paradise Beta 오픈
- GM Wallet Bridge 지원
- Game Project M 콘텐츠 업데이트
- Game Project M P2E 버전을 위한 NFT 캐릭터 개발
- Game Project K Alpha 빌드 개발

## 같이 보기
- 백종윤